# A gyűlölet (film)
A gyűlölet (eredeti cím: La Haine) 1995-ben bemutatott fekete-fehér francia film Mathieu Kassovitz rendezésében. A film egy sötét városi thriller, amit gyakran Franciaország válaszának hívnak Spike Lee Do the Right Thing-jére. Olyan témákat taglal, mint a rasszizmus, az erőszak és az elidegenedett ifjúság helyzete Párizs külvárosaiban. Lázadás tör ki az egyik külvárosi gettóban, amit a rendőrség erőszakkal elfojt. A film a negyedben élő három fiatal barát 24 óráját mutatja be. Azonos témájú, így összehasonlítható olyan filmekkel, mint a Kids, az Egy kosaras naplója, a Ken Park vagy a Mechanikus narancs.

## Cselekmény
|  | Alább a cselekmény részletei következnek! |

Vinz (Vincent Cassel), egy zsidó srác, tele haraggal. Úgy tekint magára mint egy gengszterre, aki képes kivívni a tiszteletet, vagy elvenni azt, akár egy rendőr megölése árán is, magát a Taxisofőr Travis Bickle-je után mintázva meg. Hubert (Hubert Koundé) egy színes bőrű bokszoló, aki csendben szemléli a gettót és a gyűlöletet, ami körülveszi. Saïd (Saïd Taghmaoui), Arab származású, a trió folyamatosan beszélő hangja. Said próbálja megtalálni a középutat két barátja hozzáállása között az életet és gettót illetően. Egy barátjuk, Abdel Ichaha, akit összevertek a letartoztatásakor, kómában fekszik. Vinz talál egy rendőrpisztolyt és megesküszik, hogy ha a barátjuk meghal, akkor megöl vele egy rendőrt. Ez események sorozatát indítja el, amik a pusztulás útjára vezetik a triót. Beutazván a negyedükből Párizs központjába, szociálisan kívülállónak találják magukat, és lekésvén az utolsó vonatot haza, ténylegesen kizárva érzik magukat a városban. Sikertelen hazatérési próbálkozásuk után kénytelenek egy bevásárlóközpontban aludni. Reggel megtudják, hogy barátjuk éjszaka meghalt a kórházban. Később egy csapat skinheaddel találják magukat szemben, egy pillanatra úgy tűnik, hogy Vinz beváltja amivel hencegett, de amikor valóban szembenéz a fenyegető hatalommal és a lehetőséggel, hogy megöljön egy skin-t, Vinz rosszul lesz, és nem tudja meghúzni a ravaszt. Ahogy hazaérnek, Vinz átadja a fegyvert Hubert-nek békülési szándékának jeleként. Huber elindul a többiektől, de visszafordul mikor meghallja egy autó fékezését. Mikor észreveszi, hogy egy rendőrautó az, gyorsan elindul vissza feléjük. Vincet egy rasszista rendőrtiszt zaklatja, akivel a filmben korábban már volt nézeteltérése, és a rendőr gondatlan fegyverhasználata miatt (véletlenül??) fejbelövi Vinzt. Huber előveszi és a rendőrre fogja a pisztolyát.
A záró jelenet: Huber és a rendőrtiszt egymásra szegezik a fegyvereiket. A végkifejlet nem egyértelmű, a kamera Saidra vált, aki behunyja a szemét. A képernyő elfeketedik és pisztolylövés hallatszik.

## Szereplők
- Vincent Cassel – Vincent (Csonka András)
- Said Taghmaoui – Said (Bolba Tamás)
- Hubert Kounde – Hubert (Hankó Attila)
- François Levantal – Astérix (Pusztaszeri Kornél)
- Karim Belkhadra – Samir (Balázsi Gyula)
- Benoît Magimel – Benoît (?)
- Abdel Ahmed Ghili – Abdul (nem szólal meg)
- Solo – Santo (Bognár Zsolt)
- Héloise Rauth – Sarah (Zsigmond Tamara)
- Rywka Wajsbrot – Vincent nagyanya (Fodor Zsóka)
- Olga Abrego – Vincent nagynénije (?)
- Edouard Montoute – Darty (Kálid Artúr)
- Félicité Wouassi – Hubert anyja (Molnár Zsuzsa)
- Fatou Thioune – Hubert nővére (?)
- Sabrina Houicha – Said nővére (?)
- Christian Moro – a CRS TV televíziós újságírója (?)

További szereplők magyar hangja: Cs. Németh Lajos, Csík Csaba Krisztián, Földi Tamás, Gáspár András, Haás Vander Péter, Harmath Imre, Janovics Sándor, Karácsonyi Zoltán, Kardos Gábor, Katona Zoltán, Makay Sándor, Mikula Sándor, Miller Zoltán, Molnár Levente, Némedi Mari, Németh Gábor, Pethes Csaba, Rosta Sándor

## Díjak
- Cannes-i fesztivál (1995)
  - díj: legjobb rendezés díja – Mathieu Kassovitz
  - jelölés: Arany Pálma – Mathieu Kassovitz
- César-díj (1996)
  - díj: legjobb film – Mathieu Kassovitz
  - díj: legjobb produkció – Christophe Rossignon
  - díj: legjobb vágás – Mathieu Kassovitz, Scott Stevenson
- Európai Filmakadémia (1996)
  - díj: legjobb első film – Mathieu Kassovitz
- Lumière-díj (1996)
  - díj: legjobb film – Mathieu Kassovitz
  - díj: legjobb rendező – Mathieu Kassovitz